# 熊型下目
熊型下目（學名：Arctoidea）是一類包括已滅絕及現存的肉食性哺乳動物。其下包括了已滅絕的半狗科、Nothocyon屬、現存的鼬科、熊科。（鰭足類動物也有被分類於此，但也被分類為鰭足目或鰭足亞目。）牠們分佈在世界各大洲，最早可以追溯至4600萬年前的始新世。

## 分類
熊型下目是由威廉·亨利·弗羅爾於1869年所命名。經過幾次的重置後，現已分類到犬型亞目之下。